# Décennie 1690 en architecture
| Années de l'architecture : 1687 - 1688 - 1689 - 1690 - 1691 - 1692 - 1693    |
| Décennies de l'architecture : 1660 - 1670 - 1680 - 1690 - 1700 - 1710 - 1720 |

Cet article présente les faits marquants de la décennie 1690 en architecture.

## Événements
- 11 janvier 1693 : Noto en Sicile est détruite par un séisme[1]. Sa reconstruction, selon les plans d'urbanisme de Rosario Gagliardi et Giovanni Battista Landolina, va permettre l'éclosion d'une architecture baroque raffinée[2].
- 1693 : D’Aviler devient architecte des États de Languedoc après l’achèvement de l’arc de triomphe du Peyrou à Montpellier[3].
- 7 octobre 1696 : consécration de l'église Saint-Pierre-d'Alcántara à Cordoue[4].
- 1696 : introduction de l'impôt sur les portes et fenêtres en Grande-Bretagne (window tax)[5].
- 2 décembre 1697 : le chœur de la cathédrale Saint-Paul de Londres est ouvert au public[6].
- 9 octobre 1698 : enregistrement d'un édit de Louis XIV ordonnant la construction des fortifications de Neuf-Brisach en Alsace par Vauban. La première pierre est posée le 16 octobre 1699[7] ; les travaux sont achevées en 1702.
- 13 août 1699 : inauguration de la statue équestre de Louis XIV sur la place Louis-le-Grand à Paris, aménagée par Jules Hardouin-Mansart et Germain Boffrand depuis 1685[8]. Les façades sont construites avant les bâtiments[9].

## Réalisations

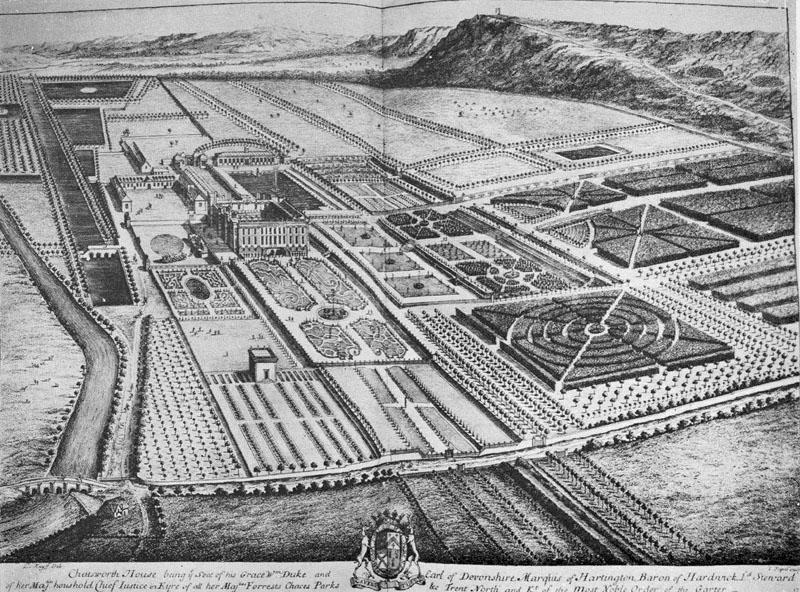
Le domaine de la Chatsworth House, gravure de Johannes Kip (1699).

- 1687-1696 : construction de la Chatsworth House dans le Derbyshire par William Talman[10].
- 1688-1692 : construction de l'église Saint-Casimir de Varsovie[11].

- 1690-1694 : construction de la partie rouge du palais du Potala au Tibet[12].
- 1690-1700 : deux palais baroques sont construits à Vilnius, le palais Sapieha (1691-1697) et le palais Slushko (1690-1700), dessinés par Pietro Perti (en)[13].

- 1691-1693 : construction de l'arc de triomphe du Peyrou à Montpellier, dessiné par François d'Orbay et réalisé par Augustin-Charles d'Aviler[14].
- 1691-1697 : construction du palais Branicki à Białystok, en Pologne, par l’architecte néerlandais Tylman van Gameren[15].
- 1692-1695 : construction du centre commercial de Marieville à Varsovie, en Pologne, sur les plans de Tylman van Gameren[16].
- 1691-1703 : reconstruction de l’église de la Madeleine à Aix-en-Provence par Laurent Vallon[17].
- 1696-1699 : construction du château de Schönbrunn à Vienne par l’architecte Johann Bernhard Fischer von Erlach[18].
- 1699 : début de la reconstruction de Mannheim après les destructions des armées de Louvois[19].
- 1699-1712 : construction du Château Howard par Sir John Vanbrugh et Nicholas Hawksmoor[20].

## Publication
- 1691 : 
  - Traité d’architecture, de d'Aviler.
  - Architecture pratique, de Pierre Bullet.
- 1695 : Domingo de Andrade, Excelencias, antigüedad y nobleza de la arquitectura : (« Excellence de l’architecture »), Santiago, 1695.

## Naissances
- 1690 : Richard Cassels († 1751).
- 1691 : James Burrough († 1764).
- 1691 : Ferdinando Ruggieri († 1741) .
- 17 juin 1691 : Giovanni Paolo Panini († 21 octobre 1765).
- 1692 : Anselm Franz Freiherr von Ritter zu Groenesteyn.
- 1693 :  Jean-Charles Garnier d'Isle (†1755).
- 13 septembre 1693 : Joseph Emanuel Fischer von Erlach né à Vienne († 29 juin 1742).
- 25 avril 1694 : Richard Boyle († 15 décembre 1753).
- 1695 : Roger Morris (1695-1749) († 1749).
- 11 mai 1698 : Pierre Contant d'Ivry († 1er octobre 1777).
- 23 octobre 1698 : Ange-Jacques Gabriel († 4 janvier 1782).
- 1699 : Edward Lovett Pearce († 7 décembre 1733).
- 1699 : Matthew Brettingham l'Ancien († 1769).

## Décès
- 8 février 1691 : Carlo Rainaldi (° 4 mai 1611).
- 12 mars 1696 : Jean de La Vallée (° 1620).
- 1696 : Jean-Baptiste Mathey (° 1630).
- 1697 : François d'Orbay (° 1634).
- 1697 : Libéral Bruand (° 1636).